# Gabriel Preinreich
Gabriel A. D. Preinreich (* 30. Juli 1893 in Sopron; † 17. April 1951 in den USA) war ein Ökonom und gilt als Begründer des Preinreich-Lücke-Theorems und Vordenker im Bereich der Abschreibungstheorie, der Ermittlung des Goodwills sowie der modernen Finanzwissenschaft.

## Werk

### Dividendenirrelevanz
Preinreich gilt als Vordenker für die später von den Nobelpreisträgern Franco Modigliani und Merton Howard Miller im Jahre 1961 bewiesene Modigliani-Miller-Dividendenirrelevanz (im Englischen: Modigliani-Miller dividends irrelevancy [Abk. MMDI]). Das erste Theorem der Modigliani-Miller-Theoreme besagt unter anderem, dass eine Dividendenzahlung den unmittelbaren Gewinn nicht, den Buchwert aber sehr wohl beeinflusst.

„The yield of common stocks is not dependent upon the corporate dividend policy so long as that policy conforms to the principle of good management.“

### Preinreich-Lücke-Theorem
Ebenfalls gilt Preinreich als Begründer des Preinreich-Lücke-Theorems. Das Preinreich-Lücke-Theorem besagt, dass der Kapitalwert der Residualgewinne dem Kapitalwert der Zahlungsüberschüsse entspricht. Dies gilt aber nur, wenn die Unterschiede auf unterschiedlicher Periodisierung der Auszahlungen bzw. Einzahlungen gegenüber den Kosten und Leistungen beruhen.
(Siehe dazu Hauptartikel Preinreich-Lücke-Theorem)

### Kongruenzprinzip
Preinreich gilt als Begründer des Kongruenzprinzips (Pagatorisches Prinzip), im Englischen als Clean Surplus Accounting bezeichnet. Das Kongruenzprinzip besagt, dass die Summe der buchhalterischen Periodengewinne langfristig der Summe der Zahlungsüberschüsse entspricht.

„A fundamental truth about accounting is that, given perfect and unlimited foresight, no matter at what value an asset is placed on the books and no matter in what
haphazard way it is amortized over its unexpired life, the discounted excess profits plus the recorded value will always give the true fair market value, even though both the investment and the excess profits are measured incorrectly. This statement is a simple theorem of arithmetic.“

## Schriften
- Stock Yields, Stock Dividends and Inflation. The Accounting Review, 7 (December), S. 273–289, (1936)
- The Law of Goodwill. The Accounting Review, 11 (December), S. 317–329, (1936)
- Goodwill in Accountancy. Journal of Accountancy (January), S. 28–50, (1937)
- Annual Survey of Economic Theory: The Theory of Depreciation. Econometrica (July), S. 219–241, (1938)
- Economic Theories of Goodwill. Journal of Accountancy (July), S. 169–180, (1939)
- Note on the Theory of Depreciation. Econometrica (January), S. 80–88, (1941)

## Weblink
- Gabriel Preinreich and the Theory of Clean Surplus (PDF-Datei; 2,29 MB / englisch) (Memento vom 30. September 2008 im Internet Archive)